# 2026-os labdarúgó-világbajnokság-selejtező (UEFA – E csoport)
A 2026-os labdarúgó-világbajnokság európai selejtező, E csoportjának eredményeit tartalmazó lapja. A csoportban a csapatok körmérkőzéses, oda-visszavágós rendszerben játszanak egymással. A csoport győztese kijut a világbajnokságra, a csoport második helyezettje pótselejtezőn vesz részt.
A csoportban Spanyolország, Törökország, Grúzia és Bulgária szerepel. Spanyolország a Nemzetek Ligája 1. negyeddöntőjének győzteseként került a csoportba.

## Tabella
| Hely. | Csapat        | M | Gy | D | V | G+ | G– | Gk | P | Továbbjutás                      |           | Spanyolország | Törökország | Grúzia   | Bulgária  |
| ----- | ------------- | - | -- | - | - | -- | -- | -- | - | -------------------------------- | --------- | ------------- | ----------- | -------- | --------- |
| 1.    | Spanyolország | 0 | 0  | 0 | 0 | 0  | 0  | 0  | 0 | Kijut a 2026-os világbajnokságra |           | —             | nov. 18.    | okt. 11. | okt. 14.  |
| 2.    | Törökország   | 0 | 0  | 0 | 0 | 0  | 0  | 0  | 0 | Pótselejtezőn vesz részt         |           | szept. 7.     | —           | okt. 14. | nov. 15.  |
| 3.    | Grúzia        | 0 | 0  | 0 | 0 | 0  | 0  | 0  | 0 |                                  |           | nov. 15.      | szept. 4.   | —        | szept. 7. |
| 4.    | Bulgária      | 0 | 0  | 0 | 0 | 0  | 0  | 0  | 0 |                                  | szept. 4. | okt. 11.      | nov. 18.    | —        |           |

## Mérkőzések
A csoportok sorsolását 2024. december 13-án tartották Zürichben. A menetrendet az UEFA a sorsolást követően, aznap közzétette. Az időpontok közép-európai idő szerint, zárójelben helyi idő szerint értendők.
| 2025. szeptember 4. 18:00 (20:00 UTC+4) |

| Grúzia | – | Törökország |
| ------ | - | ----------- |
|        |   |             |

|  |

| 2025. szeptember 4. 20:45 (21:45 UTC+3) |

| Bulgária | – | Spanyolország |
| -------- | - | ------------- |
|          |   |               |

|  |

| 2025. szeptember 7. 15:00 (17:00 UTC+4) |

| Grúzia | – | Bulgária |
| ------ | - | -------- |
|        |   |          |

|  |

| 2025. szeptember 7. 20:45 (21:45 UTC+3) |

| Törökország | – | Spanyolország |
| ----------- | - | ------------- |
|             |   |               |

|  |

| 2025. október 11. 20:45 (21:45 UTC+3) |

| Bulgária | – | Törökország |
| -------- | - | ----------- |
|          |   |             |

|  |

| 2025. október 11. 20:45 |

| Spanyolország | – | Grúzia |
| ------------- | - | ------ |
|               |   |        |

|  |

| 2025. október 14. 20:45 (21:45 UTC+3) |

| Törökország | – | Grúzia |
| ----------- | - | ------ |
|             |   |        |

|  |

| 2025. október 14. 20:45 |

| Spanyolország | – | Bulgária |
| ------------- | - | -------- |
|               |   |          |

|  |

| 2025. november 15. 18:00 (21:00 UTC+4) |

| Grúzia | – | Spanyolország |
| ------ | - | ------------- |
|        |   |               |

|  |

| 2025. november 15. 18:00 (20:00 UTC+3) |

| Törökország | – | Bulgária |
| ----------- | - | -------- |
|             |   |          |

|  |

| 2025. november 18. 20:45 (21:45 UTC+2) |

| Bulgária | – | Grúzia |
| -------- | - | ------ |
|          |   |        |

|  |

| 2025. november 18. 20:45 |

| Spanyolország | – | Törökország |
| ------------- | - | ----------- |
|               |   |             |

|  |